# 7 kartowy stud
7-kartowy stud – odmiana Stud poker. Do czasu, gdy zwiększyła się znacznie popularność odmiany Texas Hold’em, 7-kartowy stud był najbardziej popularną odmianą pokera grywaną w domach Stanów Zjednoczonych oraz w kasynach we wschodnich częściach kraju. Najbardziej powszechna jest gra dla dwóch do ośmiu graczy, jednakże czasami zdarza się, że przy grze w ośmioro potrzebne są specjalne zasady w przypadku, gdy żaden gracz nie spasuje. Z bardziej zaawansowanymi graczami, którzy często pasują, można grać nawet w dziewięcioro.
Kiedyś gra nazywana była najczystszą formą pokera. 7-kartowy stud jest literką „S” w zbiorze gier HORSE.

## Ogólne zasady gry
Gra toczy się w następujący sposób, słowa gracz dotyczy tylko tych którzy nie spasowali swojej ręki.
Licytacja odbywa się zgodnie z ruchem wskazówek zegara, gracz z najniższą pokazaną kartą zaczyna.
Praktycznie wszystkie kasyna stosują taki układ:
- Dwie karty zakryte dla każdego gracza
- Jedna karta odkryta dla każdego gracza (trzecie rozdanie)
- Karta odkryta dla każdego (czwarte rozdanie)
- Karta odkryta dla każdego (piąte rozdanie)
- Karta odkryta dla każdego (szóste rozdanie)
- Karta zakryta dla każdego (siódme rozdanie)
- Odkrycie wszystkich kart

Odmiana „Missisipi stud” usuwa licytacje pomiędzy rundą czwartą i piątą, pozostawiając jedynie cztery rundy licytacji. W tej odmianie również ostatnia karta jest rozdawana jako odkryta. Czyni to tę grę bardziej podobną do Texas Hold'em poprzez taką samą strukturę licytacji oraz liczbę kart zakrytych i odkrytych.

## Szczegółowe zasady gry
Gra zaczyna się gdy każdy z graczy ma rozdane dwie karty zakryte i jedną kartę odkrytą. Gracz z najniższą odkrytą kartą płaci „wejściowe" (bring-in), a następnie licytacja jest kontynuowana zgodnie z ruchem wskazówek zegara. Bring-in uznawany jest za otwarcie, tak aby następny gracz miał możliwość nie sprawdzenia. Jeżeli dwóch graczy miałoby taką samą wartość karty odkrytej, wtedy kolor może zadecydować który gracz zaczyna i płaci bring-in. Jeżeli w grze nie występuje bring-in, wtedy pierwszym zaczynającym licytację jest gracz posiadający najwyższą kartę odkrytą, gracz ten może czekać (bez podbijania). W przypadku gdy występuje dwóch graczy o takich samych wysokich kartach wtedy zaczyna gracz siedzący bliżej rozdającego (dealera) zgodnie z ruchem wskazówek zegara, kolor kart w tym przypadku nie powinien mieć znaczenia.
Po pierwszej kolejce licytacji, rozdawana jest kolejna odkryta karta dla każdego gracza, następnie kolejną rundę licytacji zaczyna gracz którego kombinacja odkrytych kart może utworzyć najlepszą kombinację pokerowych rąk. Dopóki rozdane jest mniej niż pięć kart odkrytych pod uwagę nie są brane: strit, kolor, full. W tej i w kolejnych rundach licytacji zaczyna ten gracz który ma najlepszą kombinację odkrytych kart.
Następna runda przedstawia się w następujący sposób: trzecia karta odkryta i licytacja, następnie czwarta karta odkryta i licytacja, i ostatecznie karta zakryta i piąta runda licytacji, następnie odkrycie kart, jeżeli zachodzi taka konieczność. 7-kartowy Stud może być podsumowany jako: „dwie zakryte, cztery odkryte, jedna zakryta”. Po ostatecznym odkryciu każdy z graczy korzysta z wszystkich kart jakie zostały mu rozdane i ustawia najlepszą kombinację pięciu kart, które stworzą pokerową rękę.
Można zauważyć, że siedem kart dla ośmiu graczy plus cztery karty spalone daje 60 kart, a w talii mamy tylko 52 karty. W większości rozdań nie stanowi to problemu, ponieważ w każdej rundzie zwykle kilku graczy pasuje. Jednakże z pewnością istnieją takie rozgrywki na niskich stawkach, że czasami żaden gracz nie spasuje. Jeżeli taka sytuacja występuje może się tak zdarzyć, że trzeba ograniczyć liczbę graczy do siedmiu. Jeżeli talia zostanie wyczerpana w czasie gry można użyć kart poprzednio spalonych przed każdym rozdaniem. Jeżeli to nie wystarczy wtedy w finałowym rozdaniu zamiast rozdawania każdemu z graczy zakrytej karty, rozdaje się jedną kartę na środek stołu i jest ona traktowana przez każdego z graczy jako jego siódma karta. Pod żadnym pozorem nie można użyć kart spasowanych wcześniej przez innych graczy.
W przeciwieństwie do pokera dobieranego, gdzie żadna z kart nie była nigdy pokazywana, w odmianie stud gracze uzyskują informacje z odkrytych kart i na ich podstawie dokonują strategicznych decyzji, w związku z tym gracz, który widział spasowane karty jest przekonany przy podejmowaniu decyzji, że te karty już nigdy nie pojawią się u innego zawodnika.

## Warianty gry
W kasynach dostępny jest też Seven Card Stud Hi/Lo (zwany „Stud Eight or Better” albo „Stud/8”). W tej odmianie pulę dzieli się pomiędzy dwa układy – najlepszy wysoki układ (high) oraz najlepszy niski układ (low). Aby wystąpił ten drugi układ, jeden z graczy musi mieć rękę „eight or better”, czyli taką, w której posiada układ 5 różnych kart, o wartości nie większej niż 8.
Popularna (głównie w turniejach i online) jest również odmiana Razz. W tej grze cała pula trafia do gracza, który ma najlepszy niski układ według zasady „Ace to Five”.